# Des Teufels Advokat (1977)
Des Teufels Advokat ist eine 1976 entstandene Verfilmung von Morris L. Wests Bestseller The Devil's Advocate. Regie führte Guy Green, die Hauptrolle spielte Sir John Mills.

## Handlung
Italien im Jahre 1958. Im Auftrag der katholischen Kirche in Rom soll der britische Monsignore Blaise Meredith in dem abgelegenen, süditalienischen Dorf Scontrone einen Fall von wundersamem Wirken untersuchen. Es handelt sich um den geheimnisumwitterten Giacomo Nerone, der bereits vierzehn Jahre zuvor, während Kriegshandlungen im Jahre 1944, von kommunistischen Partisanen des Landes exekutiert wurde. In diesem Jahr soll der Mann mit größter Opferbereitschaft und Nächstenliebe die Verwüstung des Ortes durch deutsche Truppen verhindert haben. Seitdem verehrt die ortsansässige Bevölkerung Nerone wie einen Heiligen. Um das Für und Wider seiner Heiligsprechung abzuwägen, bedarf es eines „Advokat des Teufels“. Dieser soll jeden Aspekt des wundersamen Wirkens Nerones von allen Blickwinkeln, vor allem aber von denen des Zweifels an seinen wundersamen Taten, beleuchten. Mit großer Gewissenhaftigkeit übernimmt der schwerkranke Monsignore Meredith, der an Krebs im Endstadium leidet, diese Aufgabe. 
Bald findet der alte Engländer heraus, dass Nerone in Wahrheit ein britischer Soldat mit Namen James Black war, der während des Kriegsverlauf von seiner Einheit getrennt worden war und sich als Deserteur im Dorf versteckt hatte. Hier begann er eine Liebesaffäre mit der einheimischen Nina Sanduzzi, die bald von ihm schwanger wurde und ihm einen Sohn gebar. Nina war bei der Dorfbevölkerung sehr verhasst. Bei seinen Nachforschungen stößt Gottesmann Meredith auf eine Reihe von Dorfbewohnern, die in das Schicksal des ermordeten, mutmaßlichen Wohltäters verstrickt sind: Dr. Aldo Meyer, ein vor den Faschisten geflüchteter jüdischer Arzt, die Contessa de Sanctis, deren Liebe zu Nerone von diesem nicht erwidert wurde, und der homosexuelle Maler Nicholas Black, der Nerones Sohn Paolo Jahre später zu verführen suchte. In langwierigen Gesprächen mit jedem einzelnen entsteht für den Monsignore schließlich ein vielschichtiges Puzzle zu diesem Fall, das allmählich Licht in den Fall Giacomo Nerone bringt.

## Produktionsnotizen
Des Teufels Advokat ist ein deutscher Abschreibungsfilm und wurde als rein deutsche Produktion auf Englisch in den Bavaria-Ateliers (Innenaufnahmen) gedreht. Die deutsche Premiere war am 27. Oktober 1977 in Stuttgart.
Die Filmbauten stammen von Rolf Zehetbauer und Werner Achmann. Karl Lagerfeld war an den Kostümentwürfen beteiligt.

## Kritiken
Im Lexikon des Internationalen Films heißt es: „Die Geschichte spielt auf zwei zeitlichen Ebenen im verarmten Süden Italiens: während des Zweiten Weltkriegs und gegen Ende der 50er Jahre.“
Halliwell‘s Film Guide charakterisierte den Film wie folgt: „Gutgemeinte aber ziemlich lauwarme und uneindeutige Adaption eines Bestsellers, der seine Aussagen vermutlich dezidierter macht“.